# فهرست رؤسای باشگاه فوتبال بارسلونا
فهرست زیر افرادی هستند که به عنوان ریاست باشگاه فوتبال بارسلونا رسیدند:

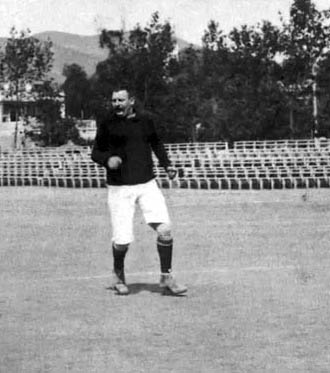
خوان گمپر از بازیکنان و بنیان‌گذاران سویسی بارسلونا

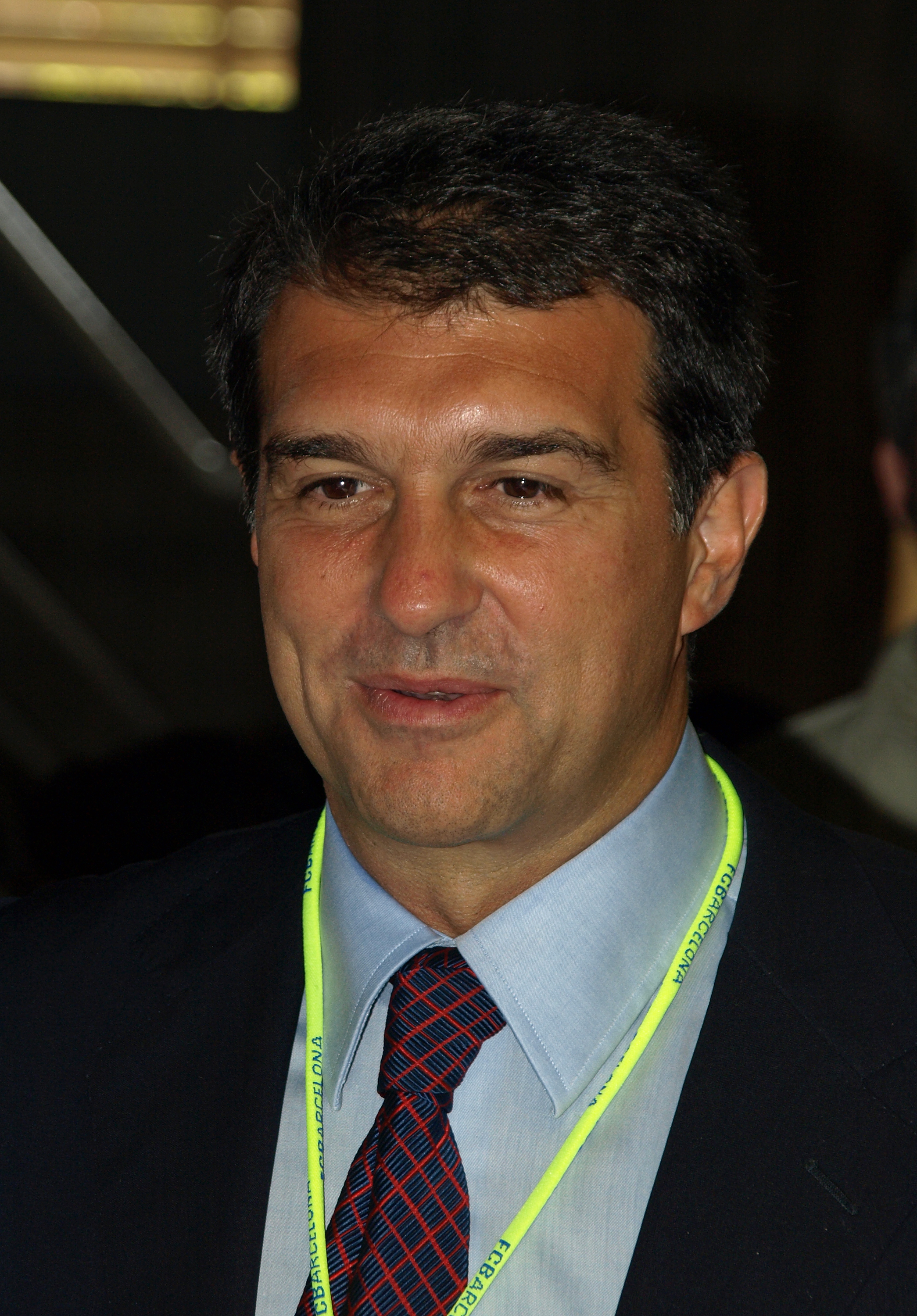
خوان لاپورتا موفق‌ترین رئیس باشگاه بارسلونا و رئیس کنونی باشگاه بارسلونا

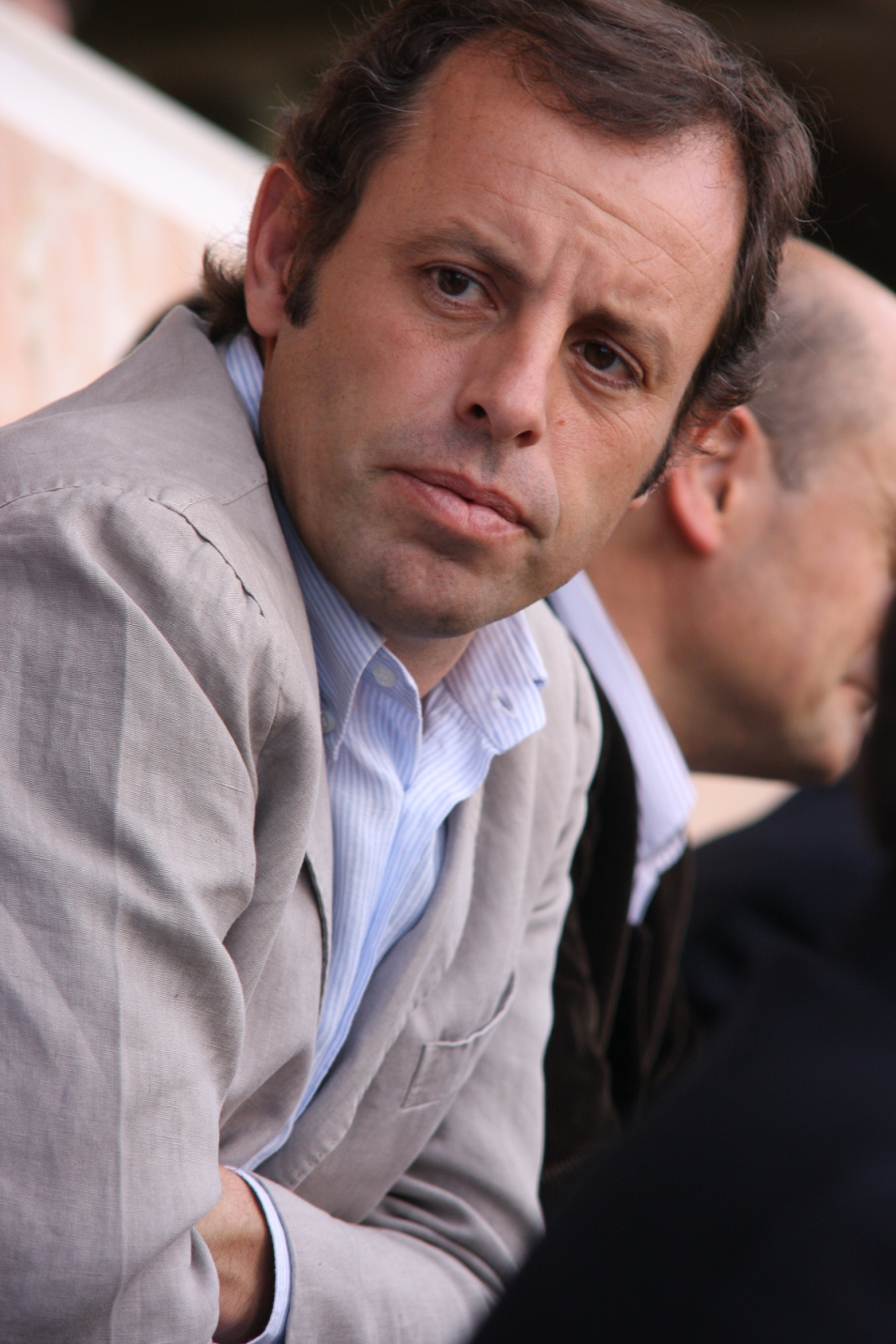
ساندرو راسل رئیس پیشین باشگاه بارسلونا

1. والتر وایلد
2. تراداس
3. پل هاس
4. آرتور شوخ
5. سولر جوزپ
6. جولای ماریال
7. ریگه ویسنته
8. خوان گمپر
9. فراسس ماخو
10. وارگاس
11. رافائل لیپورتو
12. گاسپار روزز
13. خوان گمپر
14. اریک بلاگوئر
15. توماس روزز
16. گاسپار روزز
17. آنتونی الیور
18. خوان کما
19. سال استیو
20. جوزپ سانیول
21. کومیسیون
22. خوان سولر
23. ایگلسیاس پینیرو
24. جوزپ ویدال ریداس
25. ایگلسیاس پینیرو
26. جوزپ آنتونیو د آلبرت
27. جوزپ وندرل
28. آگوستی جیلبرت
29. انریک مارتی کارتو
30. فرانسس میرو
31. انریک لائودت
32. انریک کارراس
33. آگوستی کوستا منترال
34. رایمون
35. جوزپ لوییس نونیز
36. خوان گسپارت
37. انریک رینا
38. کومیسیون
39. خوان لاپورتا
40. الکساندر راسل
41. جوزپ ماریا بارتومئو
42. خوان لاپورتا